# Chlorofluorocarbure
Pour les articles homonymes, voir CFC.
Les chlorofluorocarbures ou CFC sont une sous-classe de gaz fluorés, eux-mêmes faisant partie de la famille des halogénoalcanes. Ce sont des gaz composés dérivés des alcanes, où tous les atomes d’hydrogène ont été substitués par des atomes de chlore et de fluor. Ils font partie des gaz qui contribuent à la dégradation de la couche d'ozone.

## Historique
Le chimiste français Henri Victor Regnault est le premier à isoler le chlorure de méthylène en 1840. C'est le chimiste belge Frédéric Swarts qui a développé la synthèse des CFC au cours des années 1890.
Vers la fin des années 1920, Thomas Midgley Jr. a amélioré le procédé de synthèse et breveté l'usage des CFC comme réfrigérants, en substitution à l'ammoniac (NH3), au chlorométhane (CH3Cl) et au dioxyde de soufre (SO2), qui étaient alors utilisés communément malgré leur toxicité. Parmi les avantages des CFC comme agents réfrigérants, on comptait une basse température d'ébullition, un moindre degré de toxicité et plus généralement les propriétés d'un gaz inerte. En 1930, à l'assemblée du congrès de l’Association américaine de chimie, Midgley démontra le caractère non toxique et ininflammable du Fréon en inhalant le gaz et le soufflant ensuite lentement sur une bougie allumée, qu’il éteignit.

## Caractéristiques
Contrairement à d'autres halogénoalcanes, par exemple les hydrochlorofluorocarbures (HCFC), les CFC ne contiennent plus aucun atome d'hydrogène ; on dit de ces molécules qu'elles sont complètement halogénées. Seuls subsistent les atomes de carbone centraux de l'alcane, entourés par des atomes de chlore et de fluor.
Les différences entre les diverses molécules de CFC sont le nombre d'atomes de carbone, de chlore et de fluor, et la disposition des atomes dans l'espace (isomères). Pour nommer les différents CFC, on utilise une règle simple régie par la norme 34-1992 d'ANSI/ASHRAE et approuvée par l'Union internationale de chimie pure et appliquée (IUPAC) à propos des halogénoalcanes, appliquée dans le cas particulier des CFC.
Les CFC se notent : CFC-ABCDE :
- A : nombre de doubles liaisons (omis si égal à zéro) ;
- B : nombre d'atomes de carbone – 1 (omis si égal à zéro) ;
- C : nombre d'atomes d’hydrogène + 1 = 1 dans le cas des CFC (nombre d'atome d'hydrogène = 0) ;
- D : nombre d'atomes de fluor ;
- E : lettre pour identifier les isomères, on commence par « a », puis « b », etc.

Exemple : le trichlorofluorométhane CCl3F
- A : 0 (pas de double liaison)
- B : 1 – 1 = 0 (dérivé du méthane)
- C : 0 + 1 = 1 (CFC)
- D : 1
- E : pas d'isomère.

Le trichlorofluorométhane est donc le CFC-11.
Parfois on peut trouver la lettre R à la place de CFC pour indiquer que la molécule est utilisée comme réfrigérant. Ainsi R-12 et CFC-12 représentent exactement la même molécule, en l'occurrence le dichlorodifluorométhane.

## Propriétés
Les CFC ont de très intéressantes propriétés physico-chimiques, ce qui leur a valu un grand intérêt de la part des industries et explique leur utilisation massive, jusqu'à la découverte de leur rôle dans la destruction de la couche d'ozone.
Les chlorofluorocarbones sont en effet :
- ininflammables, les CFC ne peuvent pas prendre feu contrairement à leurs précurseurs ;
- très peu coûteux à fabriquer : le prix était de quelques dollars le baril, mais a fortement augmenté après leur interdiction ;
- extrêmement stables et inertes, presque autant que des gaz nobles, grâce à la nature de leurs liaisons entre les différents atomes les composant, qui font intervenir les nuages électroniques de ces derniers ; ce sont des liaisons covalentes fortes.

## Synthèse
Les chlorofluorocarbures sont synthétisés à partir d'alcanes, par substitution des atomes d'hydrogène par des atomes de chlore et de fluor.
- Exemple de synthèse de CFC : le Fréon 12 ou dichlorodifluorométhane :

CH4 + 4Cl2 → CCl4 + 4HCl
CCl4 + 2HF → CCl2F2 + 2HCl.
Dans ce cas, c'est le méthane qui est substitué par deux atomes de fluor et deux de chlore.

## Applications industrielles
Les CFC doivent leurs succès industriels et commerciaux à leurs propriétés : inerte, stable, ininflammable, non-toxique et très faible prix de fabrication. Ce qui explique que les gaz nobles, très coûteux, ne sont pas utilisés à leur place. En outre, chaque CFC a un point d'ébullition différent, convenant à des applications variées.
Avant que les CFC ne soient découverts et industriellement produits, pour les mêmes usages on utilisait : l'ammoniac anhydre (NH3), le tétrachlorométhane (CCl4), le chlorométhane (CH3Cl), le dioxyde de soufre (SO2) et le méthane (CH4) qui étaient toxiques et/ou inflammables et/ou explosifs, source d'accidents domestiques : des gens mouraient asphyxiés ou brûlés vifs durant leur sommeil à cause d’une fuite de leur réfrigérateur ou lors de l’utilisation d’une bombe aérosol, le méthane propulsant le liquide pouvant former un mélange détonant avec l’air dans une pièce close.
Dans les années 1980, les CFC étaient utilisés dans plusieurs secteurs industriels :
- l'industrie du froid ;
- l'industrie des nettoyants industriels ;
- l'industrie des propulseurs ;
- l'industrie des mousses isolantes.

### Industrie du froid

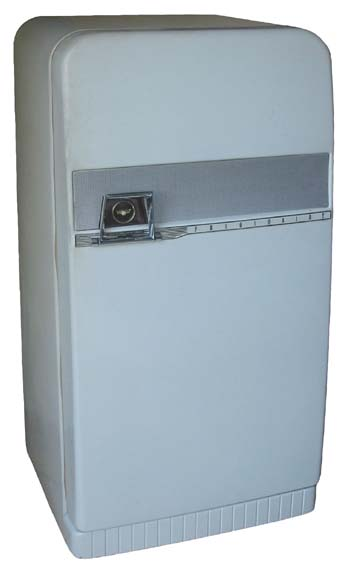
Un réfrigérateur de marque « Frigidaire » de 1958 : il contenait des CFC.

Les CFC servent en majorité dans l’industrie du froid, dans les climatiseurs, qu'ils soient intérieurs ou automobiles et dans les réfrigérateurs et congélateurs, industriels ou domestiques.
Que l'installation soit un réfrigérateur ou un climatiseur, le principe est le même : pour fabriquer du froid, on joue sur les changements d’état liquide-gaz et gaz-liquide ; la vaporisation et la condensation, les chaleurs latentes associées et des différences de pression. En effet, c'est un circuit fermé où le compresseur qui aspire des vapeurs froides à basse pression (côté frigorifique) rejette des vapeurs surchauffées à haute pression qui vont céder de la chaleur au milieu externe (donc côté radiateur) pour se condenser et devenir liquide toujours à haute pression. Ce liquide est injecté par un détendeur dans un circuit basse pression où il va s'évaporer en absorbant de la chaleur au milieu externe (côté frigorifique) avant que ces vapeurs ne soient à nouveau aspirées par le compresseur (ce qui crée la basse pression) : c’est un échange thermique entre le milieu et le réfrigérant.
Le choix du réfrigérant s’est porté sur les CFC pour leur :
- stabilité : l’installation dure « indéfiniment » puisque le réfrigérant ne se dégrade pas et ne dégrade pas l’installation (il est non corrosif) ;
- facilité de liquéfaction (température d’ébullition modérée) ;
- chaleur de changement d’état favorable (il absorbe beaucoup de calories par unité de masse) ;
- ininflammabilité ;
- non toxicité.

Pour l'industrie du froid, les CFC utilisés sont notamment le Fréon 11 et le Fréon 12.

### Industrie des nettoyants industriels
Pour cette industrie, on a besoin d'un puissant solvant :
- inodore, important pour le nettoyage de grandes surfaces commerciales, où une odeur désagréable pourrait faire fuir les clients ;
- non nocif pour la santé, également très important, pour les techniciens de surfaces ;
- ininflammable, cela pourrait avoir des conséquences gravissimes si un employé venait à fumer pendant qu’il manipule un solvant inflammable.

Les CFC ayant une grande capacité à dissoudre les graisses, ils sont parfaits pour ce type d’industrie.

### Industrie des propulseurs
Dans cette industrie, on a besoin d’une substance inodore, incolore, stable, inerte, ininflammable et avec une vitesse d’évaporation élevée ; il faut que le gaz se libère rapidement. De plus, il ne faut pas qu’il réagisse avec la substance propulsée, d’où la nécessité d’un produit inerte.
Le fonctionnement des bombes aérosols est le même que celui des extincteurs : le principe consiste à mettre un gaz propulseur et le produit (par exemple de la laque) en contact dans une bouteille où la pression est très forte afin de les stocker sous forme liquide (cela permet d’augmenter la quantité de matière stockée).
Quand on diminue la pression en appuyant sur le bouton, le gaz propulseur se vaporise, passant de l’état liquide à l’état gazeux (la seule chose qui le maintient liquide est la forte pression) et entraîne avec lui le produit (ici la laque).

### Industrie des mousses
L'industrie des mousses a besoin d’un gaz pour souffler des mousses.
Il faut donc un gaz :
- incolore pour ne pas détériorer la couleur recherchée pour la mousse ;
- ininflammable afin que la mousse le soit elle-même.

L'utilisation d’air comprimé comme agent de soufflage aurait pu paraître plus simple, mais cette alternative doit être utilisée à très forte pression, est difficile à obtenir et explose à la moindre étincelle, ce qui avantage encore une fois les CFC.

## Destruction de la couche d'ozone

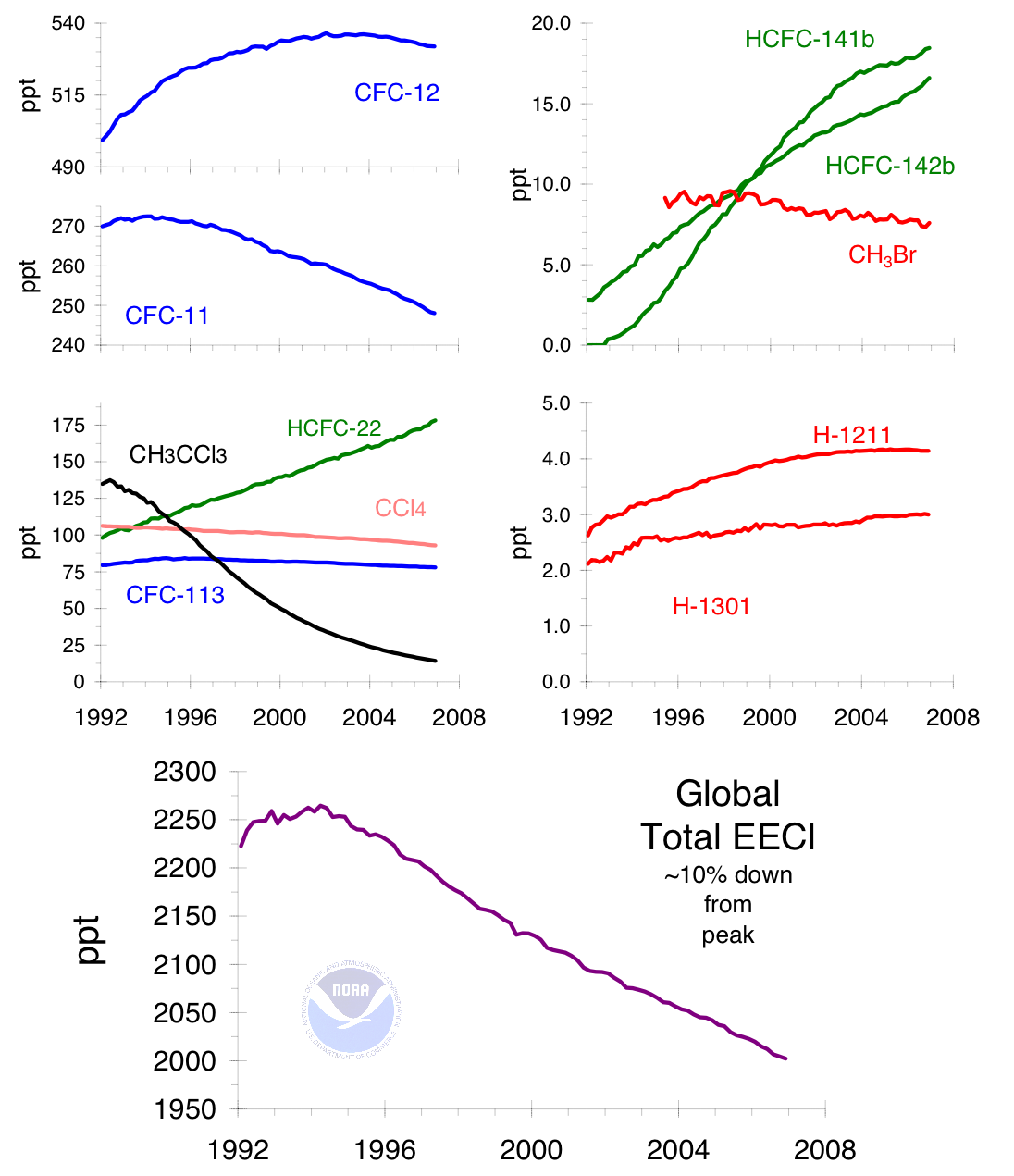
Évolution des taux de chlorofluorocarbures dans l'atmosphère (et effet en équivalent-chlore). Chlore et brome sont les halogènes destructeurs d'ozone les plus abondants, ils sont contrôlés par le Protocole de Montréal qui a permis leur réduction globale régulière dans la stratosphère (10-25 km) jusque vers 2008. Remarque : les effets apparaissent avec un retard de trois à cinq ans (dû au transport aérien des CFC).
La diminution observée est due à une baisse importante et rapide du méthylchloroforme et du bromométhane, pesticide et biocide gazeux réglementés mondialement par le Protocole de Montréal. La baisse initiale du bromure de méthyle a été plus importante qu'attendue par les projections de l’évaluation scientifique OMM/PNUE de 2002 sur l'appauvrissement de la couche d’ozone,,.

Certains CFC sont de puissants gaz à effet de serre et sont en outre responsables, pour une bonne part, de la destruction de la couche d'ozone stratosphérique — couche qui protège les écosystèmes des effets délétères des UV solaires et évite aux humains de nombreux cancers de la peau et des dégâts oculaires et immunitaires. Chaque atome de chlore issu de la décomposition de CFC en altitude détruirait en moyenne cent mille molécules d'ozone. Le brome, bien moins abondant que le chlore, est cependant 45 à 60 fois plus efficace que lui (par atome) pour détruire l'ozone stratosphérique. On combine leurs effets pour donner un indice global en « équivalent-chlore » ; dont le pic planétaire a eu lieu entre mi-1992 et mi-1994.
Les CFC modifient les molécules d'ozone stratosphérique (O3) en leur ôtant un atome d'oxygène. Comme ils ne se dégradent que très lentement, l'effet destructeur des CFC se poursuit jusqu'à plusieurs siècles après leur émission. Par exemple le CFC-11, qui a une durée de vie estimée de 52 ans dans l'atmosphère selon l'OMM (ou de 57,5 ans selon un modèle couplé climat/chimie de l'atmosphère selon Montzka et al. en 2018), est un destructeur d’ozone stratosphérique et un puissant gaz à effet de serre (son potentiel de réchauffement global est de 5,160 sur 100 ans).
Les États ont interdit les CFC, via le Protocole de Montréal, signé en 1987. Depuis les années 1990, le trou de la couche d'ozone a commencé à se réparer, mais l'amélioration semble moins rapide depuis le début du XXIe siècle.
En mai 2018, les experts confirment que le CFC-11 diminue moins dans l'atmosphère depuis 2012, concluant que des industriels violent le Protocole de Montréal (ex. : la baisse mondiale du taux de CFC-11 de 2014 à 2016 n'a été que de 2/3 aussi rapide qu'elle l'était de 2002 à 2012). L'Asie orientale (dite « usine du monde ») semble en cause, alors que depuis 2010 ce produit est interdit dans tous les pays en développement et que la Chine ne l'utilise officiellement plus depuis 2007.
En 2018, Montzka et al., l'OMM, la NOAA et l'AGAGE montrent que l'émission mondiale de CFC-11 était d’environ treize gigagrammes par an (Gg/an) pour 2014-2016, dépassant la moyenne 2002-2012. L'Asie de l'Est semble en cause, avec une augmentation détectée dès 2013 par l'AGAGE. Une augmentation de 10 Gg/an a été observée de 2014 à 2016, par rapport à la période de référence 2002-2012 et cette augmentation pourrait avoir commencé dès 2007.
Mi-2018, un rapport intitulé « Blowing It » d'une ONG américaine (Environmental Investigation Agency (en), ou EIA) pointe une production industrielle de CFC-11 secrètement entretenue en Chine ; « l'utilisation du CFC-11 dans le secteur chinois de l'isolation en mousse de polyuréthane rigide, en particulier dans le sous-secteur du bâtiment et de la construction, est généralisée et omniprésente » ; dix-huit usines situées dans dix provinces chinoises ont avoué continuer à utiliser des CFC interdits. Des membres de l'EIA se présentant comme acheteurs potentiels se sont vu expliquer dans ces entreprises que la majorité de la mousse de polyuréthane chinoise était encore fabriquée avec des CFC-11 « en raison de leur qualité et de leur coût ». Selon l'EIA, plusieurs entreprises installées en Chine produisent ces CFC ou l'achètent à des usines travaillant hors licence et illégalement. Les objets ou produits fabriqués avec ces CFC sont utilisés en Chine ou exportés dans d'autres pays d'Asie ou du Moyen-Orient avec des étiquettes mensongères ou omettant de préciser que des CFC ont servi à les fabriquer. La mousse isolante rigide très demandée par le secteur du bâtiment dans le monde constitue une « banque » de CFC-11 (GES et gaz destructeurs d'ozone) pour l'avenir. Un symposium consacré au sujet a conclu en 2019 que ces émissions « entraîneraient un retard dans la récupération de l’ozone ».

## Liste des cinq CFC les plus utilisés
| Formule brute du CFC | Nom de la molécule        | Appellation ANSI/ASHRAE | Alcane de départ | Atomes d'halogène |
| -------------------- | ------------------------- | ----------------------- | ---------------- | ----------------- |
| CFCl3                | Trichlorofluorométhane    | CFC-11 ou R-11          | Méthane          | F + 3Cl           |
| CF2Cl2               | Dichlorodifluorométhane   | CFC-12 ou R-12          | Méthane          | 2F + 2Cl          |
| C2F3Cl3              | Trichlorotrifluoroéthane  | CFC-113                 | Éthane           | 3F + 3Cl          |
| C2F4Cl2              | Dichlorotétrafluoroéthane | CFC-114                 | Éthane           | 4F + 2Cl          |
| C2F5Cl               | Chloropentafluoroéthane   | CFC-115                 | Éthane           | 5F + Cl           |